# Jan Schakowsky

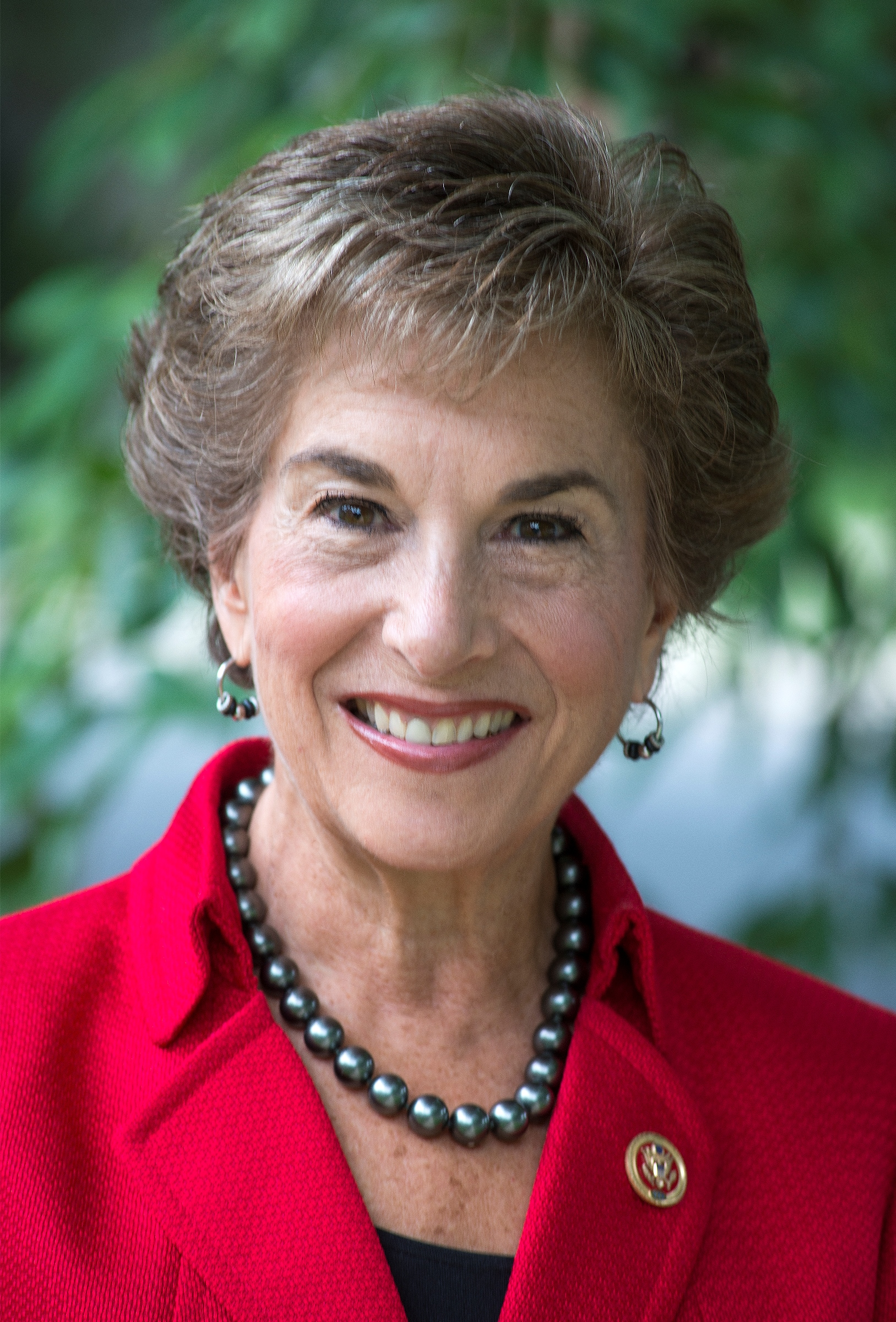
Jan Schakowsky 2014.

Janice D. "Jan" Schakowsky, född 22 maj 1944 i Chicago, Illinois, är en amerikansk demokratisk politiker. Hon representerar Illinois 9:e distrikt i USA:s representanthus sedan januari 1999.
Schakowsky avlade 1965 sin kandidatexamen vid University of Illinois. Hon var ledamot av Illinois House of Representatives, underhuset i delstatens lagstiftande församling, 1990-1998. Hon efterträdde 1999 Sidney R. Yates som kongressledamot.